# José Vilaseca y Casanovas
José Vilaseca y Casanovas. (Barcelona 1848-1910), fue un arquitecto, dibujante y acuarelista español. Representante del premodernismo español.
Estudió Arquitectura en Madrid titulándose en 1873. Viajó con Luis Doménech y Montaner por Alemania. En 1874 ya era profesor en la Escuela de Arquitectura de Barcelona, de la cual fue catedrático hasta su defunción.
Entre sus obras destaca el Arco de Triunfo para la Exposición Universal de Barcelona de 1888. Su arquitectura es una muestra didáctica de la evolución del tardoclasicismo hacia el modernismo que se produjo en la arquitectura catalana en el último tercio del siglo XIX, influenciado determinantemente por la obra de Viollet-le-Duc y conocimiento de las corrientes que se estaban produciendo en Europa, sobre todo francesas y alemanas.

## Obras destacadas
- 1874 - Casa Vilaseca en la plaza Urquinaona de Barcelona (desaparecida)
- 1877 - Instituciones Provinciales de Cultura, proyectado junto con Domènech i Montaner.
- 1882 - Estudio en forma de templo clásico para los hermanos Masriera.
- 1884 - Monumento a Aribau, Barcelona.
- 1888 - Arco de Triunfo de Barcelona.
- 1888 - Monumento a Clavé, paseo de San Juan, proyectado con el escultor Manuel Fuxá.
- 1889 - Panteón Batlló, cementerio de Montjuic.
- 1891-96 - Casa Enric Batlló, en la calle Mallorca junto al paseo de Gracia en Barcelona.
- 1891-96 - Casa Ángel Batlló, en Barcelona.
- 1891-06 - Reforma Casa Bruno Cuadros, en plaza de la Boquería en Barcelona.
- 1901 - Casa Pia Batlló, en la rambla de Cataluña en Barcelona.
- 1903 - Casa Dolors Calm en la rambla de Cataluña.
- 1904 - Casa Comas d'Argemir. Avda. Argentina, 92. Barcelona
- 1906 - Casa Cabot, en la calle Lauria en Barcelona.